# 九千米爱情
《九千米爱情》是一部以航空题材为主题的青春励志爱情剧，由导演文杰执导，并由王以纶、李婷婷、张奕聪、夏之光、刘洛汐等演员主演。该剧大部分场景于专业航空公司取景，于2018年10月15日在重庆开机，2018年12月25日杀青。该剧将于2019年8月29日腾讯视频首播，每周四、五20：00更新两集，会员提前看下周。

## 播放平台
| 頻道     | 所在地                                | 日期          | 備註                                                             |
| 腾讯视频 | 中国                                  | 2019年8月29日 | 腾讯视频VIP会员：会员提前看下周 非会员：每周四、五20：00更新两集 |
| WeTV     | 臺灣 泰國 越南 菲律賓 印度 印度尼西亞 | 2019年8月29日 | 每周四、五20：00更新两集 VIP提前看下周                           |

## 演員表
| 演員   | 角色     | 简介 |
| 王以纶 | 林恕     | 鹏程航空飞管部飞行学员 学霸，出身飞行世家，从小因父亲的影响一心想要当个专业飞行员。与孟燃是青梅竹马，与程橙是欢喜冤家。 |
| 李婷婷 | 程橙     | 鹏程航空飞管部飞行管理专员 问题少女                                                                                     |
| 张奕聪 | 蒋一鸣   | 鹏程航空飞管部飞行学员 富二代，与林恕是死对头，与孟燃有感情线                                                           |
| 吴欣蔓 | 孟燃     | 空乘之花 与林恕是青梅竹马，爱慕林恕                                                                                     |
| 夏之光 | 周宇航   | 鹏程航空飞管部飞行学员 个性善良、温暖                                                                                   |
| 刘洛汐 | 陈竞言   | 鹏程航空飞管部机长 飞行教官，为人成熟、睿智、人称冷面教官但内心深处却很渴望爱情                                         |
| 高承一 | 乔宁     | 鹏程航空飞管部飞行学员 理工科毕业，为人热心又拥有好人缘                                                                 |
| 李健   | 马少鹏   | 鹏程航空飞管部飞行学员                                                                                                  |
| 贾乃亮 | 楚飞     | 机长 |
| 李晟   | 吴老师   | |
| 姚刚   | 林准     | 林恕父亲 |
| 木也   | 衷梓默   | |
| 刘凯菲 | 晓佳     | |
| 李俊锋 | 吴翔     | |
| 张晶晶 | 孟燃爸   | |
| 郑晓婉 | 孟燃妈   | |
| 莫含   | 安教员   | |
| 邓为   | 严硕     | 机长 |
| 李予苏 | 程橙妈   | |
| 杨君   | 程橙爸   | |
| 王筝   | 蒋一鸣妈 | |

## 電視原聲帶
| 歌名       | 作词 | 作曲   | 演唱   | 备注   |
| 护航使者   | 黄然 | 陈敬玮 | 李光   | 片头曲 |
| 因为是爱情 | 黄然 | 陈敬玮 | 杜婧萤 | 片尾曲 |